# 晋宁古城村遗址
晋宁古城村遗址位于云南省昆明市晋宁区晋城街道古城村，是已知保存最完整的滇国时期环形贝丘遗址。地处滇池东南岸的冲积平原北端，西南距石寨山古墓群8公里。2023年3月公布为第六批晋宁区文物保护单位，2025年1月8日公布为第八批昆明市文物保护单位。

## 简介
晋宁古城村遗址在1958年考察时发现，当时认为是新石器时代遗址。2008年三普复查。2019年，为配合房地产开发，云南省文物考古研究所进行重点勘探。2020年10月至2022年12月，云南省文物考古研究所联合晋宁区文物管理所、晋宁区博物馆等对遗址进行了两次考古发掘。遗址面积92,800平方米，核心区42,000平方米，现存最厚达6.5米的贝丘堆积，由大量食用后的螺蛳壳与灰土层交替堆叠而成。考古发掘中发现壕沟、护坡、土坑墓、瓮棺葬、栈桥、房址、灰坑、螺壳坑等商周至明清的遗迹1,000多处，出土青铜器、陶器、玉器、石器、骨器、木器等4,000余件，采集到大量碳化植物种子、果核、鱼骨、铜渣等。文化堆积分商代、两周、明清三个阶段，以商代和两周时期遗存为主体。